# West Logan
West Logan és una població dels Estats Units a l'estat de Virgínia de l'Oest. Segons el cens del 2000 tenia 418 habitants.

## Demografia
Segons el cens del 2000, West Logan tenia 418 habitants, 186 habitatges, i 124 famílies. La densitat de població era de 474,7 habitants per km².
Dels 186 habitatges en un 21,5% hi vivien nens de menys de 18 anys, en un 52,7% hi vivien parelles casades, en un 11,3% dones solteres, i en un 33,3% no eren unitats familiars. En el 30,6% dels habitatges hi vivien persones soles el 18,3% de les quals corresponia a persones de 65 anys o més que vivien soles. El nombre mitjà de persones vivint en cada habitatge era de 2,25 i el nombre mitjà de persones que vivien en cada família era de 2,82.
Per edats la població es repartia de la següent manera: un 20,6% tenia menys de 18 anys, un 5% entre 18 i 24, un 22,2% entre 25 i 44, un 27,5% de 45 a 60 i un 24,6% 65 anys o més.
L'edat mediana era de 46 anys. Per cada 100 dones de 18 o més anys hi havia 83,4 homes.
La renda mediana per habitatge era de 23.500 $ i la renda mediana per família de 30.833 $. Els homes tenien una renda mediana de 28.125 $ mentre que les dones 22.917 $. La renda per capita de la població era de 13.567 $. Entorn del 21,3% de les famílies i el 22% de la població estaven per davall del llindar de pobresa.

## Poblacions més properes
El següent diagrama mostra les poblacions més properes.